# Liste der Stolpersteine in Köthen (Anhalt)
Die Liste der Stolpersteine in Köthen (Anhalt) enthält alle Stolpersteine, die im Rahmen des gleichnamigen Kunst-Projekts von Gunter Demnig in Köthen (Anhalt) verlegt wurden. Mit ihnen soll Opfern des Nationalsozialismus gedacht werden, die in Köthen lebten und wirkten. Zwischen 2010 und 2019 wurden insgesamt 39 Steine an 13 Adressen verlegt.

## Verlegungen
- 28. Oktober 2010: acht Steine an vier Adressen
- 9. Mai 2016: acht Steine an drei Adressen
- 4. Mai 2018: ein Stein, der ursprünglich auch am 9. Mai 2016 verlegt werden sollte[1]
- 28. November 2019: 22 Steine an sechs Adressen[2]

## Liste der Stolpersteine
| Adresse                     | Datum der Verlegung | Person | Inschrift | Bild | Bild des Hauses |
| --------------------------- | ------------------- | --- | --- | ---- | --------------- |
| Antoinettenstraße 13 ·      | 28. Nov. 2019       | Emma Wolff (1868–1943) Emma Wolff stammte aus Köthen. Gemeinsam mit ihrer Schwester Martha wurde sie am 2. Dezember 1942 von Magdeburg aus ins Ghetto Theresienstadt deportiert, wo sie am 22. Januar 1943 ermordet wurde. | Hier wohnte EMMA WOLFF Jg. 1868 deportiert 1942 Theresienstadt ermordet 22.1.1943                                                       |      |                 |
| Antoinettenstraße 13 ·      | 28. Nov. 2019       | Martha Wolff (1871–1942) Martha Wolff stammte aus Köthen. Gemeinsam mit ihrer Schwester Emma wurde sie am 2. Dezember 1942 von Magdeburg aus ins Ghetto Theresienstadt deportiert, wo sie am 28. Dezember 1942 ermordet wurde. | Hier wohnte MARTHA WOLFF Jg. 1871 deportiert 1942 Theresienstadt ermordet 28.12.1942                                                    |      |                 |
| Baasdorfer Straße 43 ·      | 28. Okt. 2010       | Doris Meyer geb. Michels (1895–?) Doris Meyer geb. Michels stammte aus Ermsleben. In Köthen führte sie gemeinsam mit ihrem Mann Max das von ihrem Vater gegründete Textilwarengeschäft. 1938 musste das Ehepaar das Geschäft und die gemeinsame Wohnung aufgeben. Am 14. April 1942 wurden sie ins Warschauer Ghetto deportiert. Ihr weiteres Schicksal ist unbekannt. Sie wurden 1952 mit Wirkung ab 8. Mai 1945 für tot erklärt.     | Hier wohnte DORIS MEYER geb. Michels Jg. 1895 deportiert ?                                                                              |      |                 |
| Baasdorfer Straße 43 ·      | 28. Okt. 2010       | Max Meyer (1888–?) Max Meyer stammte Haltern wohnte zeitweise in Essen und führte in Köthen gemeinsam mit seiner Frau ein Textilwarengeschäft. 1938 musste das Ehepaar das Geschäft und die gemeinsame Wohnung aufgeben. Am 14. April 1942 wurden sie ins Warschauer Ghetto deportiert. Ihr weiteres Schicksal ist unbekannt. Sie wurden 1952 mit Wirkung ab 8. Mai 1945 für tot erklärt.                                              | Hier wohnte MAX MEYER Jg. 1888 deportiert ?                                                                                             |      |                 |
| Baasdorfer Straße 43 ·      | 9. Mai 2016         | Gusti Meyer (1929–?) Gusti Meyer wurde in Köthen geboren. Am 14. April 1942 wurden sie mit ihrer Familie ins Warschauer Ghetto deportiert. Ihr weiteres Schicksal ist unbekannt. | Hier wohnte GUSTI MEYER Jg. 1929 deportiert 1942 Ghetto Warschau ermordet                                                               |      |                 |
| Baasdorfer Straße 43 ·      | 9. Mai 2016         | Vera Meyer (1924–?) Vera Meyer kam in Dessau zur Welt. Am 14. April 1942 wurden sie mit ihrer Familie ins Warschauer Ghetto deportiert. Ihr weiteres Schicksal ist unbekannt. | Hier wohnte VERA MEYER Jg. 1924 deportiert 1942 Ghetto Warschau ermordet                                                                |      |                 |
| Burgstraße 15 ·             | 28. Nov. 2019       | Salomon Fleischmann (1883–?) Salomon Fleischmann stammte aus Kempen i. Posen. Zusammen mit seiner Frau und seiner Tochter wurde er am 14. April 1942 ins Ghetto Warschau deportiert. Sein weiteres Schicksal ist unbekannt. | Hier wohnte SALOMON FLEISCHMANN Jg. 1883 deportiert 1942 Ghetto Warschau ermordet                                                       |      |                 |
| Burgstraße 15 ·             | 28. Nov. 2019       | Bertha Fleischmann (1916–?) Bertha Fleischmann wurde in Köthen geboren. Am 14. April 1942 wurde sie zusammen mit ihren Eltern von Magdeburg aus ins Ghetto Warschau deportiert. Ihr weiteres Schicksal ist unbekannt. | Hier wohnte BERTHA FLEISCHMANN Jg. 1916 deportiert 1942 Ghetto Warschau ermordet                                                        |      |                 |
| Burgstraße 15 ·             | 28. Nov. 2019       | Rosa Fleischmann (1887–?) Rosa Fleischmann wurde am 1. August 1887 in Aschaffenburg geboren. Ein Testimonial bei Yad Vashem nennt sie als verheiratete Dzialoszynski-Fleischmann. Sie war aktiv im jüdischen Frauenverein von Köthen tätig. Am 14. April 1942 wurde sie zusammen mit ihrem Mann und ihrer Tochter von Magdeburg aus ins Ghetto Warschau deportiert. Laut des Testimonials bei Yad Vashem gilt sie als Holocaust-Opfer. | Hier wohnte ROSA FLEISCHMANN geb. Fleischmann Jg. ... deportiert 1942 Ghetto Warschau ermordet                                          |      |                 |
| Burgstraße 15 ·             | 28. Nov. 2019       | Salomon Chaim Teppich (1879–?) Salomon Teppich stammte aus Leżajsk. Am 14. April 1942 wurde er zusammen mit seiner Frau von Magdeburg aus ins Ghetto Warschau deportiert. Sein weiteres Schicksal ist unbekannt. | Hier wohnte SALOMON TEPPICH Jg. 1879 deportiert 1942 Ghetto Warschau ermordet                                                           |      |                 |
| Burgstraße 15 ·             | 28. Nov. 2019       | Esther Teppich geb. Glück (1885–?) Esther Teppich wurde in Kempen geboren. Am 14. April 1942 wurde sie zusammen mit ihrem Mann von Magdeburg aus ins Ghetto Warschau deportiert. Ihr weiteres Schicksal ist unbekannt. | Hier wohnte ESTHER TEPPICH geb. Glück Jg. 1885 deportiert 1942 Ghetto Warschau ermordet                                                 |      |                 |
| Buttermarkt 9 ·             | 28. Okt. 2010       | Alfred Tokayer (1900–1943) Der Komponist Alfred Tokayer wurde in Köthen geboren. Er und seine Eltern flohen vor Kriegsausbruch nach Frankreich. Im März 1943 wurden sie verhaftet und über Drancy ins Vernichtungslager Sobibor deportiert, wo sie ermordet wurden. | Hier wohnte ALFRED TOKAYER Jg. 1900 deportiert 1943 ermordet 1943 in Sobibor                                                            |      |                 |
| Buttermarkt 9 ·             | 28. Okt. 2010       | Gertrud Tokayer geb. Simon (1878–1943) Gertrud Tokayer geb. Simon floh mit ihrem Mann und ihrem Sohn vor Kriegsausbruch nach Frankreich. Im März 1943 wurden sie verhaftet und über Drancy ins Vernichtungslager Sobibor deportiert, wo sie ermordet wurden. | Hier wohnte GERTRUD TOKAYER geb. Simon Jg. 1878 deportiert 1943 ermordet 1943 in Sobibor                                                |      |                 |
| Buttermarkt 9 ·             | 28. Okt. 2010       | Moritz Tokayer (1867–1943) Der aus Bistritz stammende Kaufmann Moriz Tokayer floh mit seiner Frau und seinem Sohn vor Kriegsausbruch nach Frankreich. Im März 1943 wurden sie verhaftet und über Drancy ins Vernichtungslager Sobibor deportiert, wo sie ermordet wurden. | Hier wohnte MORITZ TOKAYER Jg. 1867 deportiert 1943 ermordet 1943 in Sobibor                                                            |      |                 |
| Friedrich-Ebert-Straße 17 · | 4. Mai 2018         | Johanne (Johanna) Mendershausen geb. Block (1871–1944) Johanne Mendershausen stammte aus Barmen-Elberfeld. Sie wohnte später in Köthen und Berlin. Am 2. Dezember 1942 wurde sie ins Ghetto Theresienstadt deportiert und von dort am 16. Mai 1944 in KZ Auschwitz-Birkenau, wo sie ermordet wurde. | Hier wohnte JOHANNE MENDERSHAUSEN geb. Block Jg. 1871 deportiert 1942 Theresienstadt 1944 Auschwitz ermordet                            |      |                 |
| Friedrichsplatz 8 ·         | 28. Nov. 2019       | Georg Gerson Eisenstaedt (1886–?) Georg Gerson Eisenstaedt stammte aus Schlochau. Am 14. April 1942 wurde er zusammen mit seiner Frau von Magdeburg aus in Ghetto Warschau deportiert. Sein weiteres Schicksal ist unbekannt. | Hier wohnte GEORG GERSON EISENSTAEDT Jg. 1886 deportiert 1942 Ghetto Warschau ...                                                       |      |                 |
| Friedrichsplatz 8 ·         | 28. Nov. 2019       | Grete Eisenstaedt geb. Braun (1906–?) Grete Eisenstaedt stammte aus Bischofswerder. Am 14. April 1942 wurde er zusammen mit ihrem Mann von Magdeburg aus in Ghetto Warschau deportiert. Ihr weiteres Schicksal ist unbekannt. | Hier wohnte GRETE EISENSTAEDT geb. Braun Jg. 1906 deportiert 1942 Ghetto Warschau ...                                                   |      |                 |
| Hinter der Mauer 3 ·        | 28. Nov. 2019       | Gerszon Rozensztejn (1913–1945) Gerszon Rozensztejn wurde am 19. September 1913 in Szczucin (Dabrowa, Galizien) geboren. Er war mit Esther Rozensztejn verheiratet. 1939 wurde er nach Polen abgeschoben. | Hier wohnte GERSZON ROZENSZTEJN Jg. 1913 abgeschoben Juli 1939 Polen Schicksal unbekannt                                                |      |                 |
| Hinter der Mauer 3 ·        | 28. Nov. 2019       | Esther Rozensztejn geb. Zaba (1913–?) Esther Rozenstejn war mit Gerszon Rozenszteijn verheiratet und hatte zwei Kinder. | Hier wohnte ESTHER ROZENSZTEJN geb. Zaba Jg. 1913 abgeschoben Juli 1939 Polen Schicksal unbekannt                                       |      |                 |
| Hinter der Mauer 3 ·        | 28. Nov. 2019       | Ella Rozensztejn (1935–?) Ella Rozensztejn wurde am 5. Januar 1935 als Tochter von Gerson und Estera Rozenstejn in Köthen geboren. | Hier wohnte ELLA ROZENSZTEJN Jg. 1935 abgeschoben Juli 1939 Polen Schicksal unbekannt                                                   |      |                 |
| Hinter der Mauer 3 ·        | 28. Nov. 2019       | Lisa Rozensztejn (1935–?) Lisa Rozensztejn 6. Januar 1935 als Tochter von Gerszon und Estera Rozenstejn in Köthen geboren. | Hier wohnte LISA ROZENSZTEJN Jg. 1935 abgeschoben Juli 1939 Polen Schicksal unbekannt                                                   |      |                 |
| Hinter der Mauer 3 ·        | 28. Nov. 2019       | Jakob Zaba (1883–1940) Jakob Zaba stammte aus Chmielnik. Am 17. Oktober 1939 wurde er verhaftet und ins KZ Buchenwald verbracht, wo er am 23. Februar 1940 ermordet wurde. | Hier wohnte JAKOB ZABA Jg. 1883 verhaftet 17.10.1939 Buchenwald ermordet 23.2.1940                                                      |      |                 |
| Hinter der Mauer 3 ·        | 28. Nov. 2019       | Ida Zaba geb. Goldmann (1884–?) Ida Zaba wurde in Warschau geboren. Im Juli 1939 wurde sie nach Polen abgeschoben. Ihr weiteres Schicksal ist unbekannt. | Hier wohnte IDA ZABA geb. Goldmann Jg. 1884 abgeschoben Juli 1939 Polen Schicksal unbekannt                                             |      |                 |
| Holzmarkt 12 ·              | 28. Nov. 2019       | Salomon Spiegel (1869–1938) Salomon Spiegel wurde am 9. Dezember 1869 in Iasi (dt. Jassy), Rumänien geboren. | Hier wohnte SALOMON SPIEGEL Jg. 1869 gedemütigt/entrechtet tot 2.5.1938                                                                 |      |                 |
| Holzmarkt 12 ·              | 28. Nov. 2019       | Antonie Spiegel geb. Schönheim (1872–ca. 1944) Antonie Spiegel wurde am 8. Februar 1872 in Bleicherode als Antonie Schönheim geboren. Am 2. Dezember 1942 wurde sie von Magdeburg aus ins Ghetto Theresienstadt und von dort aus am 16. Mai 1944 weiter nach Auschwitz deportiert, wo sie ermordet wurde. Ihr genaues Todesdatum ist unbekannt.                                                                                        | Hier wohnte ANTONIE SPIEGEL geb. Schönheim Jg. 1872 deportiert 1942 Theresienstadt 1944 Auschwitz ermordet                              |      |                 |
| Magdeburger Straße 15 ·     | 9. Mai 2016         | Adolf Abosch (1893–1943) Adolf Abosch stammte aus Nadworna. Er emigrierte über Italien nach Frankreich, wurde aber während der deutschen Besatzung verhaftet. Er kam zunächst nach Berlin-Moabit und später zwischen Juli und Dezember 1942 ins Zuchthaus Brandenburg-Görden. Von dort kam er ins KZ Auschwitz-Birkenau, wo er am 3. Februar 1943 ermordet wurde.                                                                      | Hier wohnte ADOLF ABOSCH Jg. 1893 Flucht Italien Frankreich verhaftet 1942 Zuchthaus Brandenburg deportiert Auschwitz ermordet 9.2.1943 |      |                 |
| Magdeburger Straße 15 ·     | 9. Mai 2016         | Recha Abosch geb. Glück (1890–?) Ehefrau von Adolf Abosch, Tochter des Viktualienhändlers Simon Glück und Gesellschafterin der „Abosch & Co., Kommanditgesellschaft“. Recha und Adolf bekamen die Kinder Herbert und Susi. Nach 1933 erschien die Familie nicht mehr in Adressbüchern. 1942 wurde Recha deportiert. Ihr weiteres Schicksal und das ihrer Kinder ist nicht bekannt.                                                     | Hier wohnte RECHA ABOSCH geb. Glück Jg. 1890 deportiert 1942 Schicksal unbekannt                                                        |      |                 |
| Schalaunische Straße 15 ·   | 28. Nov. 2019       | Karl Isidor Hoffmann (1866–ca. 1942) Isidor Hoffmann stammte aus Bojanowo und wohnte später in Wetzlar, Köthen und zuletzt in Berlin. Von Berlin aus wurde er am 6. August 1942 ins Ghetto Theresienstadt und von dort am 26. September 1942 weiter ins Vernichtungslager Treblinka deportiert, wo er ermordet wurde. Sein genaues Todesdatum ist unbekannt.                                                                           | Hier wohnte ISIDOR HOFFMANN Jg. 1866 deportiert 1942 Theresienstadt 1942 Treblinka ermordet                                             |      |                 |
| Schalaunische Straße 15 ·   | 28. Nov. 2019       | Hugo Hoffmann-Cohn (1892–1943) Hugo Hoffmann-Cohn wurde in Köthen geboren und lebte später in Berlin-Schöneberg. Von Berlin aus wurde er am 2. März 1943 nach Auschwitz deportiert, wo er im April 1943 ermordet wurde. | Hier wohnte HUGO HOFFMANN-COHN Jg. 1892 deportiert 1943 Auschwitz ermordet April 1943                                                   |      |                 |
| Schalaunische Straße 15 ·   | 28. Nov. 2019       | Curt Hoffmann (1901–?) Curt Hoffmann wurde in Köthen geboren und lebte später in Berlin-Schöneberg. Von Berlin aus wurde er am 3. März 1943 nach Auschwitz deportiert, wo er ermordet wurde. Sein genaues Todesdatum ist unbekannt. | Hier wohnte CURT HOFFMANN Jg. 1901 deportiert 1943 ermordet in Auschwitz                                                                |      |                 |
| Schalaunische Straße 15 ·   | 28. Nov. 2019       | Emma Meyerstein geb. Bien (1864–1943) Emma Meyerstein wurde in Stadtlengsfeld geboren. Am 2. Dezember 1942 wurde sie von Magdeburg aus ins Ghetto Theresienstadt deportiert, wo sie am 8. Februar 1943 ermordet wurde. | Hier wohnte EMMA MEYERSTEIN geb. Bien Jg. 1864 deportiert 1942 Theresienstadt ermordet 8.2.1943                                         |      |                 |
| Schalaunische Straße 15 ·   | 28. Nov. 2019       | Margarete Meyerstein verh. Neumann (1888–?) Margarete Neumann wurde in Köthen geboren und zog später nach Berlin. Von dort aus wurde sie am 28. März 1942 ins Ghetto Piaski deportiert, wo sie ermordet wurde. Ihr genaues Todesdatum ist unbekannt. | Hier wohnte MARGARETE MEYERSTEIN verh. Neumann Jg. 1888 deportiert 1942 Piaski ermordet                                                 |      |                 |
| Schalaunische Straße 28 ·   | 28. Okt. 2010       | Isidor Schönfeld (1872–1942) Isidor Schönfeld stammte aus Rosenfelde/Deutsch Krone und betrieb in Köthen das Kaufhaus Moser. 1939 musste er sowohl das Geschäft als auch sein Haus aufgeben und zog daraufhin nach Berlin. Am 24. September 1942 wurde er ins Ghetto Theresienstadt deportiert, wo er bereits einen knappen Monat später am 23. Oktober starb.                                                                         | Hier wohnte ISIDOR SCHÖNFELD Jg. 1872 deportiert 1942 Theresienstadt ermordet 1942                                                      |      |                 |
| Schalaunische Straße 28 ·   | 28. Okt. 2010       | Lina Schönfeld geb. Kronheim (1884–1943) Lina Schönfeld geb. Kronheim stammte aus Köthen. Sie zog nach dem Verlust von Haus und Geschäft mit ihrem Mann Isidor nach Berlin und wurde mit ihm am 24. September 1942 ins Ghetto Theresienstadt deportiert. Anfang 1943 wurde sie weiter ins KZ Auschwitz gebracht, wo sie am 23. Januar ermordet wurde.                                                                                  | Hier wohnte LINA SCHÖNFELD geb. Kronheim Jg. 1884 deportiert 1942 Theresienstadt ermordet 23.1.1943 Auschwitz                           |      |                 |
| Schalaunische Straße 35 ·   | 9. Mai 2016         | Anselm Heilbrunn (1895–?) Anselm Heilbrunn stammte aus Ahlem und heiratete in Köthen Hildegard geb. Weiss. Am 14. April 1942 wurde er ins Warschauer Ghetto deportiert. Sein weiteres Schicksal ist unbekannt. | Hier wohnte ANSELM HEILBRUNN JG. 1895 Deportiert 1942 Ghetto Warschau Befreit Tot Juni 1945 Kattowice                                   |      |                 |
| Schalaunische Straße 35 ·   | 9. Mai 2016         | Gerd Heilbrunn (1930–?) Gerd Heilbrunn wurde in Köthen geboren. Am 14. April 1942 wurde er ins Warschauer Ghetto deportiert. Sein weiteres Schicksal ist unbekannt. | Hier wohnte GERD HEILBRUNN Jg. 1930 deportiert 1942 Ghetto Warschau ermordet                                                            |      |                 |
| Schalaunische Straße 35 ·   | 9. Mai 2016         | Hildegard Heilbrunn geb. Weiss (1901–1943) Hildegard Heilbrunn stammte aus Köthen. Am 14. April 1942 wurde sie ins Warschauer Ghetto deportiert, später ins Vernichtungslager Treblinka, wo sie 1943 ermordet wurde. Ihr genaues Todesdatum ist unbekannt. | Hier wohnte HILDEGARD HEILBRUNN geb. Weiss Jg. 1901 deportiert 1942 Ghetto Warschau ermordet 1943 Treblinka                             |      |                 |
| Schalaunische Straße 35 ·   | 9. Mai 2016         | Ursula Heilbrunn (1928–?) Ursula Heilbrunn wurde in Köthen geboren. Am 14. April 1942 wurde sie ins Warschauer Ghetto deportiert. Ihr weiteres Schicksal ist unbekannt. | Hier wohnte URSULA HEILBRUNN Jg. 1928 deportiert 1942 Ghetto Warschau ermordet                                                          |      |                 |
| Springstraße 18 ·           | 28. Okt. 2010       | Betty Reyersbach (1864–1943) Betty Reyersbach wurde in Köthen geboren. Sie musste ihre Wohnung aufgeben und auf die Baracke Nr. 4 auf dem Viehmarktplatz umziehen. Anfang 1943 wurde sie nach Theresienstadt deportiert, wo sie am 19. Februar ermordet wurde. | Hier wohnte BETTY REYERSBACH Jg. 1864 deportiert 1943 ermordet 1943 in Theresienstadt                                                   |      |                 |